# Centro Internacional de Negócios de Moscou
Centro Internacional de Negócios de Moscou (português brasileiro) ou Moscovo (português europeu) (em russo:  Московский международный деловой центр), também conhecido como Moscow City ou Moscow-City (em russo:  Москва-Сити), é uma zona comercial no centro de Moscou/Moscovo, Rússia. Localizado perto do terceiro rodoanel no distrito de Presnensky e o Distrito Administrativo Central, a área da cidade da capital russa que está em maior desenvolvimento. A construção do Moskva City está ocorrendo no aterro às margens do rio Moscou, cerca de 4 km ao oeste da Praça Vermelha e a leste do terceiro anel viário da cidade. O projeto ocupa uma área de 60 hectares e o local foi escolhido por ser a única área no centro de Moscou que poderia acomodar um projeto desta magnitude. Antes da construção começar, a área tinha sido uma antiga pedreira, onde a maioria dos edifícios eram antigas fábricas e complexos industriais que haviam sido fechados ou abandonados.
A fim de gerenciar o projeto, uma empresa pública, a CITY, foi criada em 1992, a fim de supervisionar a criação e desenvolvimento inicial do Moscow City, bem como a sua utilização posterior. A responsabilidade global para o planejamento de arquitetura e design de Moscow City pertence ao estúdio de arquitetura No.6. Este grupo, liderado por Gennadiy Lvovich Sirota, que é oficialmente o arquiteto-chefe do Moskva City, é encarregado de supervisionar o projeto do complexo como um todo e concordar com os detalhes de projetos individuais. Cada lote de construção tem o seu próprio investidor e arquiteto. Em 2014, o volume de investimentos em Moscow City foi de aproximadamente 12 bilhões de dólares.
O Moscow City deverá tornar-se a primeira zona na Rússia para combinar a atividade empresarial e entretenimento em um único projeto. O governo de Moscou concebeu primeiramente o projeto em 1992. Estima-se que entre 250 mil e 300 mil pessoas trabalham, vivem ou visitam o complexo. O complexo inclui seis arranha-céus com 300 metros ou mais (Xangai tem 5, Hong Kong tem 6, Chicago tem 6, Nova York tem 7). o edifício mais alto da Europa, a Torre da Federação, está no Moscow City. O complexo também inclui o segundo, terceiro, quinto, sexto e sétimo edifícios mais altos da Europa.

## Zonas

Mapa do Moscou International Business Centre

- Parcela 0 - Torre 2000 e a Ponte Bagration
- Parcela 1 - One Tower
- Parcelas 2,3 - Evolution Tower
- Parcela 4 - Imperia Tower
- Parcela 5 - Expocentre
- Parcelas 6,7,8 - Central Core
- Parcela 9 - Cidade de Capitais
- Parcela 10 - Naberezhnaya Tower
- Parcela 11 - IQ-quarter
- Parcela 12 - Eurasia (edifício)
- Parcela 13 - Federation Tower
- Parcela 14 - Mercury City Tower
- Parcela 15 - Grand Tower
- Parcela 16 - OKO
- Parcelas 17,18 - Neva Towers
- Parcela 19 - Northern Tower

## Edifícios

### Torre 2000

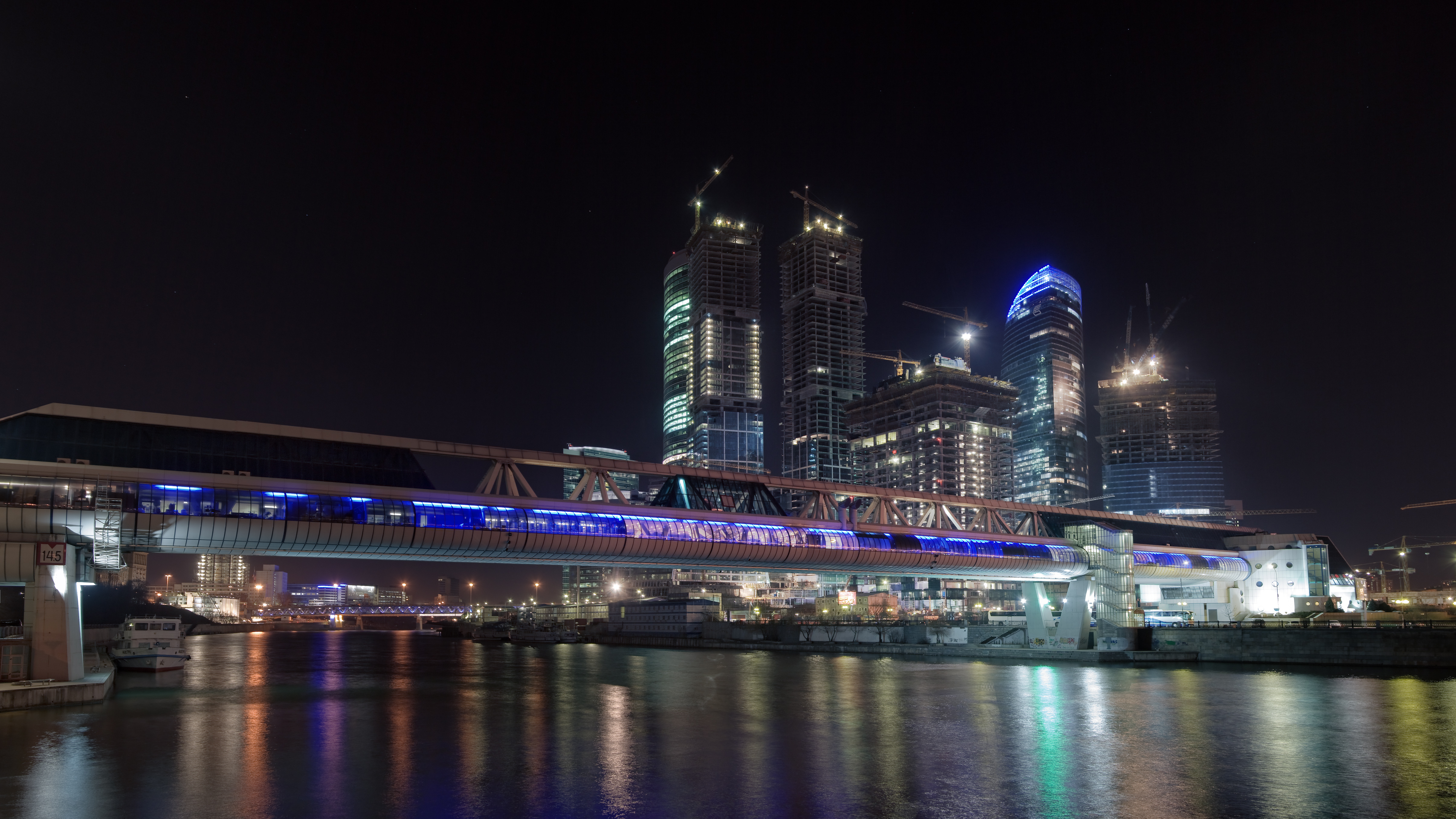
Ponte Bagration e Tower 2000

A Torre 2000 é um prédio comercial, com 35 andares, está localizada na margem direita do Rio Moscova. A torre é ligada ao MIBC pela ponte pedonal Bagration, que foi concluída na primeira estrutura do MIBC, e é realmente localizado no lado oposto do rio de fronte ao desenvolvimento principal. Existe também um parque de estacionamento subterrâneo, restaurantes, entretenimento e outras atrações na torre.
- Altura: 104 metros;
- Área total: 61,057 metros quadrados;
- Inicio de obras: Dezembro de 1996;
- Conclusão de obras: Último semestre de 2001

### Evolution Tower

Evolution Tower

### Imperia Tower

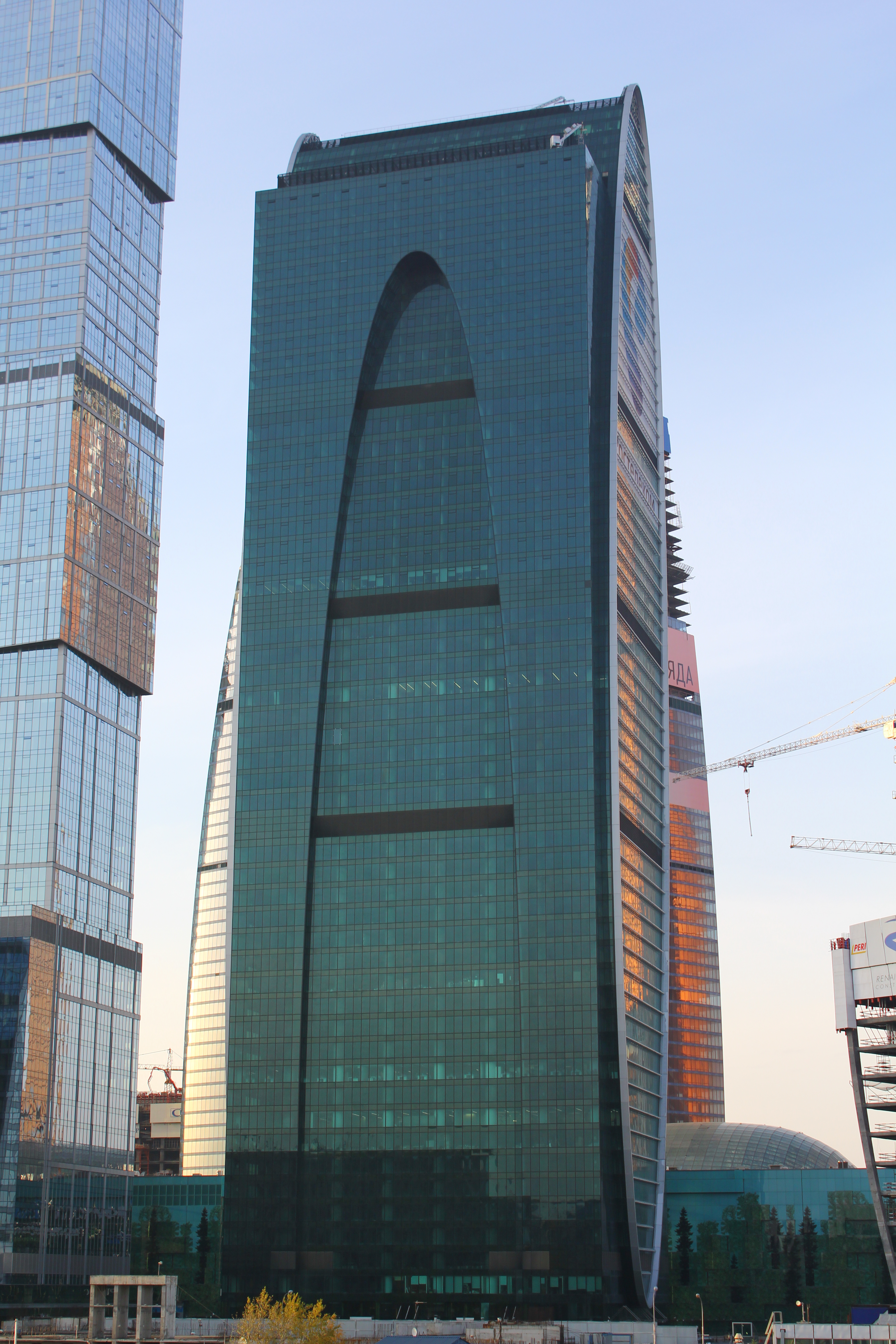
Imperia Tower

Imperia Tower é um complexo multifuncional localizado no sítio 4 do Moscou International Business Center ou "Moscow City". Será composto por 2 edifícios, o edifício de uso misto e de um complexo de entretenimento o Aquapark no Edifício B.
O edifício A, tem um total de 60 pisos, irá incorporar mais de 70 000 metros quadrados de escritórios de luxo e 45 000 m² de apartamentos, e 280 quartos do hotel (30 000 m²), e lojas mistas de retalho.
Edifício B, incorporará o Aquapark e será um foco de entretenimento para o Complexo MIBC. Também irá abrigar um centro comercial, restaurantes e cafés, e será aberto o ano todo.
- Área total: 288.000 metros quadrados;
- Número de andares: 60
- Conclusão de obras: Primeiro Semestre de 2009

### Central Core
Uma das tarefas mais difíceis e dos desenhos das estruturas que compõem MIBC, a Galeria Central, está localizada em parcelas 6, 7 e 8. A Galeria Central conecta 2 níveis - subterrâneos e elevados.
A parte subterrânea no transporte inclui a unidade central do sistema subterrâneo da estação com o nome "Business Center" e reúne três linhas, incluindo as Filevskaya sucursal de uma maior sintonia. Foi concebida como uma "mini-metro", e foi na primeira fase de toda a construção, como o complexo será conectado com um sistema de comboio de alta velocidade e com os aeroportos de Sheremetyevo e Vnukovo. Ao nível subterrâneo, há lugar para estacionar 2750 veículos, bem como assistência técnica às salas do centro de operações e manutenção. O espaço público subterrâneo das casas comerciais que dos complexos desenvolvidos na zona de varejo polivalente, e funciona como um lobby para os locais subterrâneos, com passarelas e passagens entre os edifícios situados em locais adjacentes. O estacionamento VIP está localizado no lado oeste do núcleo central.
A seção acima do solo é dividido em três zonas funcionais: um hotel na parcela 8ª, um complexo de entretenimento e varejo nas parcelas 8b e 7, e uma casa de cinema, show com uma capacidade de 6.000 pessoas, sobre uma parcela 6.
O hotel ainda está em construção, bem como o volume de investimentos de capital superior á $ 50-55 milhões de dólares. O hotel dispõe de 5 blocos de elevadores conectando andares superiores do hotel, com os parques de estacionamento subterrâneos e varejo empresas. Os planos são para incluir apartamentos, restaurantes, esplanadas e jardins de Inverno, bem como salas técnicas e auxiliares.
O complexo de retalho, entretenimento está localizado na parte central de um edifício em sites 8ºB e 7. É dividido em quatro zonas conceitualmente reflectindo as temporadas. O complexo é formado por quarenta e cinco unidades modulares e incorpora o retalho e a exposição de zonas de atrações de entretenimento, um parque, uma pista de gelo de patinação, restaurantes e galerias. A cúpula de vidro cobre o principal espaço de lazer.
A casa de shows está localizada na parcela significativa que será a anfitriã 6 e o local de  entretenimento e atrações, tais como concertos de gala, fóruns, e as grandes celebrações. O montante total de investimentos de capital é estimado em mais de USD$ 120-140 milhões.
- Área total: 450 000 m2
- Inicio das obras: O primeiro semestre de 2005;
- Conclusão de obras: O terceiro semestre de 2014
- Custo total: 300 milhões

## Transporte
As principais artérias do MIBC são o Terceiro Anel e Kutuzovsky Prospekt. Três estações do Metrô de Moscou estavam inicialmente previstas para a Linha Filyovskaya. A estação Delovoi Tsentr inaugurada em 2005, com o ramo estendido para a estação Rushotel Solnechny, em 2006, e todos os trabalhos da terceira estação, Dorogomilovskaya (entre Kiyevskaya e a Delovoi Tsentr), foram adiados. Foi recentemente apresentados planos para estender o ramo tanto quanto à estação Savyolovskaya, sobre a linha Serpukhovsko-Timiryazevskaya.  Um sistema de trânsito rápido que ligue ao Aeroporto Vnukovo e ao Aeroporto Internacional Sheremetyevo com terminais em cada aeroporto também está prevista.[carece de fontes?]